# Accademia Aeronautica

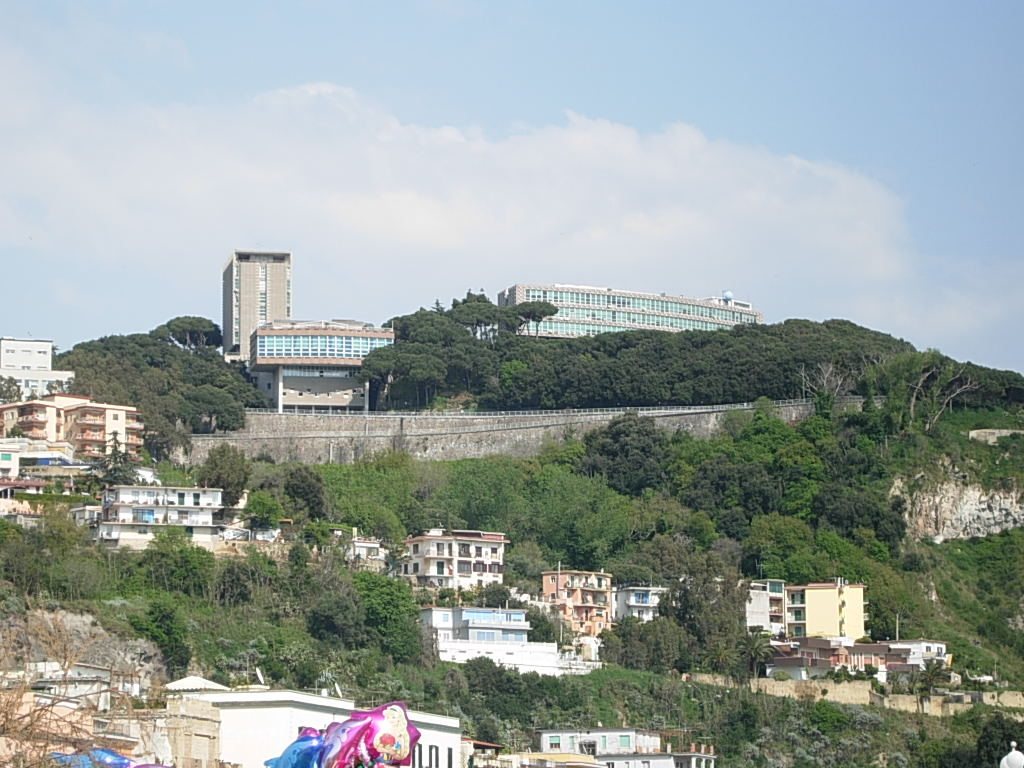
Der 1961 eingeweihte Sitz der Accademia Aeronautica in Pozzuoli

Die Accademia Aeronautica (deutsch Luftwaffenakademie) ist eine in Pozzuoli bei Neapel gelegene militärische Einrichtung, an der die Offizieranwärter der italienischen Luftwaffe ausgebildet werden.

## Ausbildungsrichtungen
Angehende Piloten absolvieren eine Hochschulausbildung, die auf das militärische Luftfahrtwesen ausgerichtet ist. Daneben findet die fliegerische Grundausbildung in Latina statt. Wird diese erfolgreich abgeschlossen, folgt die Jet-Ausbildung in Lecce oder an Flugschulen in den Vereinigten Staaten oder Kanada. Hubschrauberpiloten werden in Frosinone ausgebildet, Transportflieger in Pratica di Mare bei Rom oder in Pisa.
Einzelne ausgewählte Absolventen und die Angehörigen des Genio Aeronautico (Luftwaffeningenieure) studieren danach noch Luft- und Raumfahrttechnik, Bauingenieurwesen oder Elektrotechnik an der Universität Neapel. Angehörige des Corpo di Commissariato Aeronautico (Verwaltungsbereich der Luftwaffe) machen an der Universität einen Master in Rechtswissenschaften, für angehende Humanmediziner dauert die Ausbildung insgesamt sechs Jahre. Offizieranwärter dieser Studienrichtungen werden in der Regel zwei Jahre an der Luftwaffenakademie ausgebildet und dann zum Leutnant befördert, anschließend absolvieren sie drei oder vier weitere Studienjahre an der Universität Neapel. Alle anderen Offiziere vervollständigen ihre Ausbildung am Istituto di Scienze Militari Aeronautiche in Florenz, das 2005 in Zusammenarbeit mit der Universität Florenz den Masterstudiengang „Militärische Luftfahrtwissenschaften“ eingerichtet hat.
Offizieranwärter, die bereits einen Hochschulabschluss (Master oder mehr) im Bereich der Ingenieurwissenschaften, Chemie, Physik, Mathematik, Rechtswissenschaften, Wirtschaftswissenschaften oder Medizin erworben haben, erhalten nur eine kürzere militärspezifische Ausbildung, bevor sie ihren normalen Dienst antreten. Dies gilt auch für fliegendes Personal auf Zeit.

## Geschichte
Nachdem die italienische Luftwaffe 1923 als eigenständige Teilstreitkraft aufgestellt wurde, richtete man die Luftwaffenakademie bis 1926 unter dem Dach der Marineakademie in Livorno ein. Im Dezember 1926 bezog man Teile des Königlichen Schlosses von Caserta. Hier bildete die Regia Aeronautica ihre Offiziere bis 1943 aus. Vom 10. August bis zum 10. September 1943 kam die Akademie beim Collegio Aeronautico in Forlì unter, dann stellte man den Betrieb vorübergehend ganz ein. Unter der Regierung Badoglio konnte die Aeronautica Cobelligerante Italiana die Offiziersausbildung am Collegio Navale in Brindisi wieder aufnehmen. Dort kam auch die Marineakademie unter.
Von November 1945 bis Dezember 1961 befand sich die Luftwaffenakademie auf der Insel Nisida im Golf von Neapel. Mit dem Bau von eigenen, zweckspezifischen Ausbildungseinrichtungen auf einem Landvorsprung in der Bucht von Pozzuoli konnte die italienische Luftwaffe die Zeit der Provisorien definitiv beenden. In Sichtweite der campusartigen Anlagen der Luftwaffenakademie von Pozzuoli liegt Nisida und die anderen Inseln des Golfes von Neapel.